# Říjen 2009
1. října
- Izrael propustil první z celkem 20 palestinských Arabek výměnou za videonahrávku, která má dokázat, že Hamasem unesený izraelský voják Gilad Šalit stále žije.[1][2]
- Organizace Arnika zveřejnila žebříčky největších znečišťovatelů v České republice podle údajů ohlášených do Integrovaného registru znečišťování.[3]

2. října
- Izrael získal od Hamasu videozáznam dokazující, že Hamasem unesený izraelský voják Gilad Šalit žije.[4][5]
- Mezinárodní olympijský výbor na svém zasedání v Kodani rozhodl, že letní olympijské hry v roce 2016 uspořádá Rio de Janeiro.[6]

3. října
- Irsko v referendu, konaném předchozího dne, napodruhé schválilo Lisabonskou smlouvu. Stalo se tak výraznou většinou hlasů; pro přijetí bylo 67,1 % hlasujících voličů.[7]

4. října
- V předčasných parlamentních volbách v Řecku zvítězilo Panhelénské socialistické hnutí (PASOK), které získalo 43,92 % hlasů a 160 z 300 mandátů. Do parlamentu se dostala dále Nová demokracie (33,48 % a 91 mandátů), Komunistická strana Řecka (7,54 % a 21 mandátů), radikálně pravicová strana LAOS (5,63 % a 15 mandátů) a Koalice radikální levice (4,6 % a 13 mandátů).[8]

5. října
- Nobelovu cenu za lékařství a fyziologii v roce 2009 získají američtí biologové Elizabeth Blackburnová, Carol W. Greider a Jack W. Szostak za objasnění mechanizmu stárnutí na úrovni koncových struktur chromozomů tzv. telomer a ochrannou funkci enzymu telomerázy.[9]

6. října
- Nobelovu cenu za fyziku si v roce 2009 rozdělí tři laureáti. Polovinu dostane Charles K. Kao za zásadní úspěchy týkající se přenosu světla ve vláknech pro optickou komunikaci a druhou polovinu si rozdělí rovným dílem Willard Sterling Boyle a George Elwood Smith za vynález zobrazovacího polovodičového obvodu - CCD.[10]

7. října
- Nobelovu cenu za chemii získali Američané Venkatraman Ramakrishnan a Thomas Steitz a Izraelka Ada Jonat za objasnění struktury a funkce ribozomu.[11]
- italský ústavní soud zrušil zákon, který zaručoval soudní nestíhatelnost předsedy italské vlády, prezidenta a předsedů obou komor parlamentu po dobu trvání jejich funkce.[12]

8. října
- Nobelovu cenu za literaturu získala německá spisovatelka rumunského původu Herta Müllerová.[13]

9. října
- Nobelovu cenu míru získal americký prezident Barack Obama.[14]
- V dánské Kodani byl prezidentem Mezinárodního olympijského výboru zvolen Belgičan Jacques Rogge.[15]

10. října
- Ministři zahraničí Arménie a Turecka podepsali v Curychu historickou dohodu, která obnovuje vzájemné diplomatické vztahy a otevírá hranici mezi oběma zeměmi.[16]
- Česká fotbalová reprezentace sice vyhrála nad Polskem 2:0, ale vzhledem k tomu, že Slovensko podlehlo Slovinsku 0:2, musela nutně porazit výběr Severního Irska a spoléhat na to, že Slovinci prohrají nebo remizují v zápase proti nejslabšímu celku kvalifikační skupiny, San Marinu, aby udržela šance na postup na mistrovství světa.[17]

11. října
- V Kazachstánu bez problémů přistála kosmická loď Sojuz TMA-14. Na palubě byl Rus Gennadij Padalka, Američan Michael Barratt a kanadský vesmírný turista Guy Laliberté.[18]
- 119. ročník Velké pardubické České pojišťovny vyhrál na koni Tiumen šestapadesátiletý žokej Josef Váňa. Jedná se o jeho šesté vítězství.[19]

12. října
- Nobelovu cenu za ekonomii obdrželi Američané Oliver Williamson za teorii řešení firemních konfliktů a Elinor Ostromová za práci o veřejných zdrojích, která se tak stala vůbec první ženskou laureátkou v této kategorii.[20]

13. října
- Cena zlata na světovém trhu dnes dopoledne vystoupila na další rekord nad 1063 dolarů za trojskou unci. Jde o důsledek slabšího kurzu dolaru proti euru, vyšších cen ropy a zvýšené poptávky.[21]

14. října
- Skončila evropská kvalifikace na mistrovství světa ve fotbale 2010 v Jižní Africe. Slovenská fotbalová reprezentace, která vyhrála kvalifikační skupinu 3, postoupila na velký fotbalový turnaj poprvé od rozdělení Československa. Naopak výběr České republiky skončil ve stejné skupině až na třetím místě a nepostoupil ani do baráže. V posledním zápase remizoval doma se Severním Irskem 0:0.

16. října
- Týden po velmi teplém počasí dorazila do Česka zima. Ve vyšších polohách napadl za poslední tři dny až metr sněhu.[22][23][24]

18. října
- Mistrem světa Formule 1 se stal Brit Jenson Button, k vítězství mu stačilo umístění v předposledním závodě sezóny v Brazílii.[25]

20. října
- Římskokatolická církev přijme do svých řad konzervativní anglikány a zřídí pro ně zvláštní struktury na úrovni personálních ordinariátů, aby si mohli bez problémů ponechat ženaté kněží a svou tradiční liturgii. Očekává se, že by tak do řad katolické církve mohlo přejít až 400 tisíc anglikánů odmítajících svěcení žen a praktikujících homosexuálů a žehnání homosexuálním svazkům. Papež Benedikt XVI. již připravuje apoštolskou konstituci, která tento krok umožní.[26][27]

22. října
- Rektorem Univerzity Karlovy byl na funkční období 2010–2014 zvolen profesor Václav Hampl z 2. LF UK, který v čele univerzity stojí již od roku 2006.[28]

23. října
- Miss České republiky byla zvolena 22letá brunetka Aneta Vignerová, která pochází z Havířova a její míry jsou 86-69-92.[29]
- V rámci své cesty po Evropě navštívil ČR americký viceprezident Joe Biden. S českými představiteli jednal o spolupráci v oblasti protiraketové obrany (po zrušení plánů na výstavbu radaru v Brdech), energetiky a vědy a výzkumu.[30]
- Byl potvrzen první případ úmrtí na prasečí chřipku v České republice.[31]
- V Paříži byl zvolen novým prezidentem FIA Jean Todt. Ve volbách porazil Ariho Vatanena.[32][27]

25. října
- V Iráku došlo k nejkrvavějšímu útoku teroristů za poslední dva roky. Dva výbuchy v centru Bagdádu si vyžádaly nejméně 132 mrtvých a až 600 zraněných.[33]

26. října
- Zemřel český spisovatel a humorista Miloslav Švandrlík.[34]

28. října
- Spolkový sněm znovuzvolil Angelu Merkelovou (CDU) do funkce německé kancléřky.[35]

29. října
- Česko na summitu Evropské rady v Bruselu získalo výjimku z listiny základních práv EU.[36]

30. října
- Ve věku 65 let zemřel fotbalista František Veselý, mistr Evropy z roku 1976, během své kariéry sehrál 920 zápasů, z nichž bylo 404 ligových. Příčinou smrti bylo selhání srdce.[37]
- Ukrajinská vláda nařídila kvůli chřipce na 3 týdny uzavřít školy, zrušit veřejná shromáždění a omezit cestování v zemi. Důvodem je zvyšující se počet obětí a nakažených v posledních dnech. Nemoci podlehlo přes 30 lidí, zatím bylo ale jen u části z nich prokázáno, že se jedná o prasečí chřipku.[38]